# Edgar Rubin
Edgar John Rubin, född den 6 september 1886 i Köpenhamn, död den 3 maj 1951 i Holte, var en dansk filosof.
Rubin blev Dr. phil. 1915 (Synsoplevede Figurer), lektor vid Köpenhamns universitet 1918, professor i experimentell filosofi 1922 (efter Alfred Lehmann), föreståndare för universitetets psykologiska laboratorium samma år. Han kvarstannade på dessa poster till sin död.
Bland hans skrifter märks (utöver doktorsavhandlingen): Kan Hukommelsen forbedres? (1919) och En ung, dansk Filosof og hans Værk (1920). Han var även en flitig medarbetare i Salmonsens Konversationsleksikon.

## Utmärkelser
- Riddare av Dannebrogorden,  1940[3]
- Dannebrogsmännens hederstecken,  1949[3]

[Redigera Wikidata]